# فرودگاه گوآسوپا
فرودگاه گوآسوپا (به انگلیسی: Guasopa Airport) یک فرودگاه با کد یاتا GAZ است . این فرودگاه در کشور پاپوآ گینه نو قرار دارد .